# Rhizodrilus arthingtonae
Rhizodrilus arthingtonae är en ringmaskart som först beskrevs av Clara Octavia Jamieson 1978.  Rhizodrilus arthingtonae ingår i släktet Rhizodrilus och familjen glattmaskar. Inga underarter finns listade i Catalogue of Life.